# Dedicated Side B
Dedicated Side B è il quinto album in studio della cantante canadese Carly Rae Jepsen, pubblicato il 21 maggio 2020 su etichette discografiche 604 Records e School Boy Records e distribuito dalla Interscope Records. Comprende dodici canzoni inizialmente registrate per Dedicated, che però non sono state incluse nella lista tracce finale.

## Accoglienza
| Recensione     | Giudizio |
| -------------- | -------- |
| AllMusic       |          |
| Consequence    | B+       |
| Exclaim!       | 8/10     |
| NME            |          |
| Pitchfork      | 6,9/10   |
| Slant Magazine |          |
| Sputnikmusic   |          |

Dedicated Side B ha ottenuto recensioni  positive da parte dei critici musicali. Su Metacritic, sito che assegna un punteggio normalizzato su 100 in base a critiche selezionate, l'album ha ottenuto un punteggio medio di 79 basato su sette recensioni.

## Tracce
1. This Love Isn't Crazy – 3:53 (Carly Rae Jepsen, Jack Antonoff)
2. Window – 3:18 (Carly Rae Jepsen, Theo Katzman, Tyler Andrew Duncan)
3. Felt This Way – 3:37 (Carly Rae Jepsen, John Hill, Jordan Palmer, Tavish Crowe, Jakob Hazell, Svante Halldin)
4. Stay Away – 3:37 (Carly Rae Jepsen, Tavish Crowe, Jakob Hazell, Svante Halldin)
5. This Is What They Say – 3:34 (Carly Rae Jepsen, Devonté Hynes, Sean Douglas, Warren Oak Felder, Tavish Crowe)
6. Heartbeat – 4:12 (Carly Rae Jepsen, Noah Beresin, Asia Whiteacre, Ariel Rechtshaid)
7. Summer Love – 3:15 (Carly Rae Jepsen, John Hill, Daniel Ledinsky, Dave Palmer, Patrik Berger)
8. Fake Mona Lisa – 2:12 (Carly Rae Jepsen, Julia Karlsson, Anton Rundberg, Tavish Crowe)
9. Let's Sort the Whole Thing Out – 3:53 (Carly Rae Jepsen, Patrik Berger, Markus Krunegård, Pontus Winnberg)
10. Comeback (con i Bleachers) – 3:44 (Carly Rae Jepsen, Jack Antonoff, Jared Manierka)
11. Solo – 3:16 (Carly Rae Jepsen, Nate Campany, James Flannigan)
12. Now I Don't Hate California After All – 4:53 (Carly Rae Jepsen, Patrik Berger, Noonie Bao, Markus Krunegård, Pontus Winnberg)

## Successo commerciale
Dedicated Side B ha debuttato alla 42ª posizione della Official Albums Chart britannica con 1.801 unità di vendita.

## Classifiche
| Classifica (2020) | Posizione massima |
| ----------------- | ----------------- |
| Canada            | 58                |
| Giappone          | 60                |
| Regno Unito       | 42                |